# Piton L'Herminier
Pour les articles homonymes, voir L'Herminier.
Le piton L'Herminier est un sommet d'origine volcanique du massif de la Madeleine – dont il constitue le point culminant à 973 mètres d'altitude – situé au Sud de l'île de Basse-Terre en Guadeloupe. Il est localisé sur le territoire de la commune de Trois-Rivières. Il tient son nom en hommage au pharmacien et naturaliste Félix Louis L'Herminier (1779-1833) ainsi qu'à son fils médecin et naturaliste Ferdinand Joseph L'Herminier (1802-1866), deux personnalités de la Guadeloupe au début du XIXe siècle.

## Géologie
D'origine volcanique, le piton L'Herminier, s'élevant à 973 mètres, forme avec la Madeleine (954 mètres) et le Dos de Cheval (949 mètres) les trois principaux sommets du massif de la Madeleine situé au sud de la Soufrière.